# Joseph Losey
Joseph Losey est un réalisateur, producteur et scénariste américain, né le 14 janvier 1909 à La Crosse (Wisconsin) et mort le 22 juin 1984 à Londres.

## Biographie
Trois éléments déterminent l'œuvre de Joseph Losey : son origine familiale, la crise des années 1930 — qui le mène vers le théâtre politique — et le maccarthysme (au début des années 1950).

### Origine familiale
Joseph Losey est issu d'une famille aisée et très puritaine. Son éducation religieuse l'influence fortement, même s'il ne lui en reste rien. Il est élevé dans un isolement politique total, inconscient des réalités sociales jusqu'au moment où il se trouve confronté à la dépression de 1929.

### Années 1920 et crise des années 1930
Joseph Losey entreprend des études de médecine et fréquente la troupe de théâtre de son université.
Nourri de Marx, Trotski et même Staline, il effectue en 1931 un voyage à Moscou, où il rencontre des metteurs en scène de théâtre.
Après des études en Allemagne avec Bertolt Brecht, Losey retourne aux États-Unis, parvenant jusqu'à Hollywood.
Dans les années 1930, il met en scène des pièces « engagées » à New York. Il travaille surtout au décor, qui sera toujours un élément capital de sa mise en scène.

### Maccarthysme
La carrière de Losey débute sous le signe d'un engagement politique certain et il s'investit aux côtés du Parti communiste américain. Sommé en 1952 de se présenter devant la Commission des activités antiaméricaines de la Chambre des représentants, alors qu'il tourne un film en Italie, il choisit de s'exiler au Royaume-Uni. Son témoignage n'aurait, sauf à considérer un éventuel emprisonnement, nullement changé son sort[réf. nécessaire].
Même dans son pays d'adoption, il rencontre des difficultés : initialement proposé pour diriger la production de Hammer films de 1956 pour X l'Inconnu, Losey est évincé du projet car, après quelques jours, l’acteur principal du film Dean Jagger refuse de travailler avec un possible sympathisant communiste.

### Consécration
Certains de ses films lui donnent une grande renommée : The Servant, Modesty Blaise, Accident et Cérémonie secrète.
Son film Le Messager (The Go-Between) remporte la Palme d'or au Festival de Cannes de 1971.
Il poursuit avec de grands films comme L'Assassinat de Trotsky, Maison de poupée, Monsieur Klein et Don Giovanni.

## Filmographie

### Courts métrages
- 1939 : Pete Roleum and His Cousins
- 1941 : Youth Gets a Break
- 1941 : A Child Went Forth
- 1945 : A Gun in His Hand
- 1947 : Leben des Galilei
- 1955 : A Man on the Beach
- 1959 : First on the Road (publicité pour la Ford Anglia)

### Longs métrages
- 1948 : Le Garçon aux cheveux verts (The Boy with Green Hair)
- 1950 : Haines (The Lawless)
- 1951 : Le Rôdeur (The Prowler)
- 1951 : M
- 1951 : La Grande Nuit (The Big Night)
- 1952 : Un homme à détruire (Imbarco a mezzanotte)
- 1954 : La bête s'éveille (The Sleeping Tiger)
- 1956 : L'Étrangère intime (The Intimate Stranger)
- 1957 : Temps sans pitié (Time Without Pity)
- 1958 : Gipsy (The Gypsy and the Gentleman)
- 1959 : L'Enquête de l'inspecteur Morgan (Blind Date)
- 1960 : Les Criminels (The Criminal)
- 1962 : Eva
- 1963 : Les Damnés (Damned), ou These are the Damned
- 1963 : The Servant
- 1964 : Pour l'exemple (King & Country)
- 1966 : Modesty Blaise
- 1967 : Accident
- 1968 : Boom
- 1968 : Cérémonie secrète (Secret Ceremony)
- 1970 : Deux Hommes en fuite (Figures in a Landscape)
- 1971 : Le Messager (The Go-Between)
- 1972 : L'Assassinat de Trotsky (The Assassination of Trotsky)
- 1973 : Maison de poupée (A Doll's House)
- 1975 : Galileo
- 1975 : Une Anglaise romantique (The Romantic Englishwoman)
- 1976 : Monsieur Klein (Mr. Klein)
- 1978 : Les Routes du sud
- 1979 : Don Giovanni
- 1982 : La Truite
- 1985 : Steaming

## Distinctions
- Festival de San Sebastian 1954 : en compétition pour La Bête s'éveille
- Mostra de Venise : 
  - 1962 : en compétition pour le Lion d'or avec Eva
  - 1963 : en compétition pour le Lion d'or avec The Servant
  - 1964 : en compétition pour le Lion d'or avec Pour l'exemple
  - 1982 : en compétition pour le Lion d'or avec La Truite
- Festival de Cannes : 
  - 1966 : sélection officielle, en compétition pour Modesty Blaise
  - 1967 : Grand prix du jury pour Accident
  - 1971 : Palme d'or pour Le Messager
  - 1976 : sélection officielle, en compétition pour Monsieur Klein
- Baftas :
  - 1968 : nomination au Bafta du meilleur film britannique pour Accident
  - 1972 : nomination au Bafta de la meilleure réalisation pour Le Messager

- César du cinéma : 
  - 1977 : César du meilleur réalisateur et César du meilleur film pour Monsieur Klein
  - 1980 : nomination au César du meilleur réalisateur et du meilleur film pour Don Giovanni